# Филип ван Артевелде
Филип ван Артевелде (ок. 1340 – 27 ноември 1382) е фламандски политически водач, син на Якоб ван Артевелде. Кръщелник на Филипа д'Ено, съпруга на английския крал Едуард ІІІ.
До голяма степен заради името на баща си и кръстницата си, Филип е политически лидер на град Гент през 1381 г., когато застава начело на въстанието на бюргерите срещу граф Луи II Фландърски. Ранните успехи на бунтовниците водят до завладяването на Брюж, както и на по-голямата част от Фландрия, но Филип загива в битката при Розебеке през 1382 г.
Тялото му е показано на френския крал Шарл VI и след това провесено на едно дърво. След смъртта му, командването на Гент е поето от Франц Акерман.
Животът на Филип ван Артевелде е увековечен в трагична пиеса на английския драматург Хенри Тейлър от 1834 г.